# Laufrad (Fahrrad)

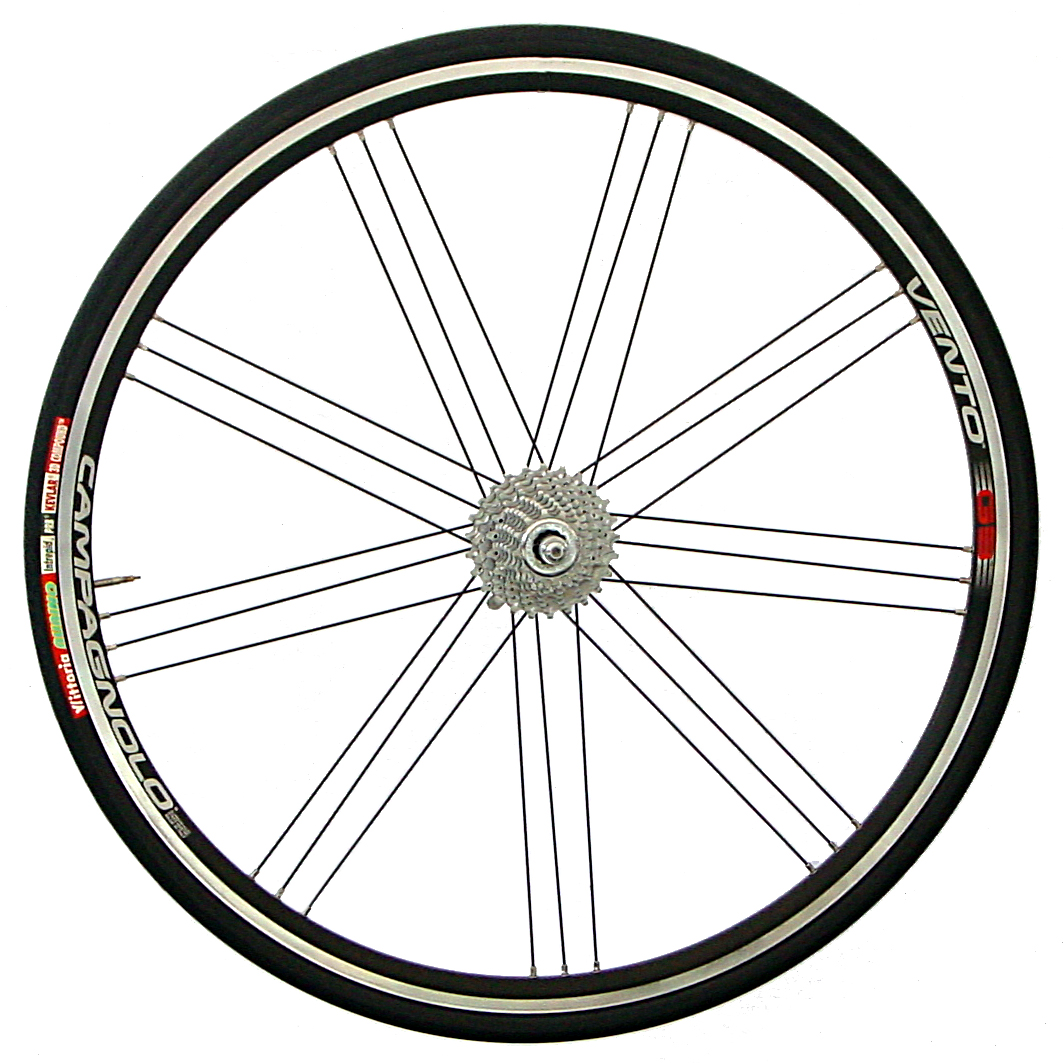
Hinteres Laufrad eines Rennrads mit patentierter Sondereinspeichung (Campagnolo Vento)

Als Laufrad bezeichnet man Vorder- und Hinterräder von Fahrrädern. Umgangssprachlich werden die Laufräder manchmal auch ungenau mit den Reifen gleichgesetzt.
Alle Laufräder eines Fahrrades zusammen bilden den Laufradsatz (LRS).
Ein klassisches Laufrad besteht im Regelfall aus Nabe, Speichen, Felge und Bereifung.
Das Hinterrad besitzt meist noch einen Freilauf mit Ritzel oder Zahnkranzpaket. An der Nabe von Laufrädern zur Verwendung mit Scheibenbremsen ist zusätzlich eine Bremsscheibe befestigt.

## Bauformen

### Speichenrad (klassisches Laufrad)

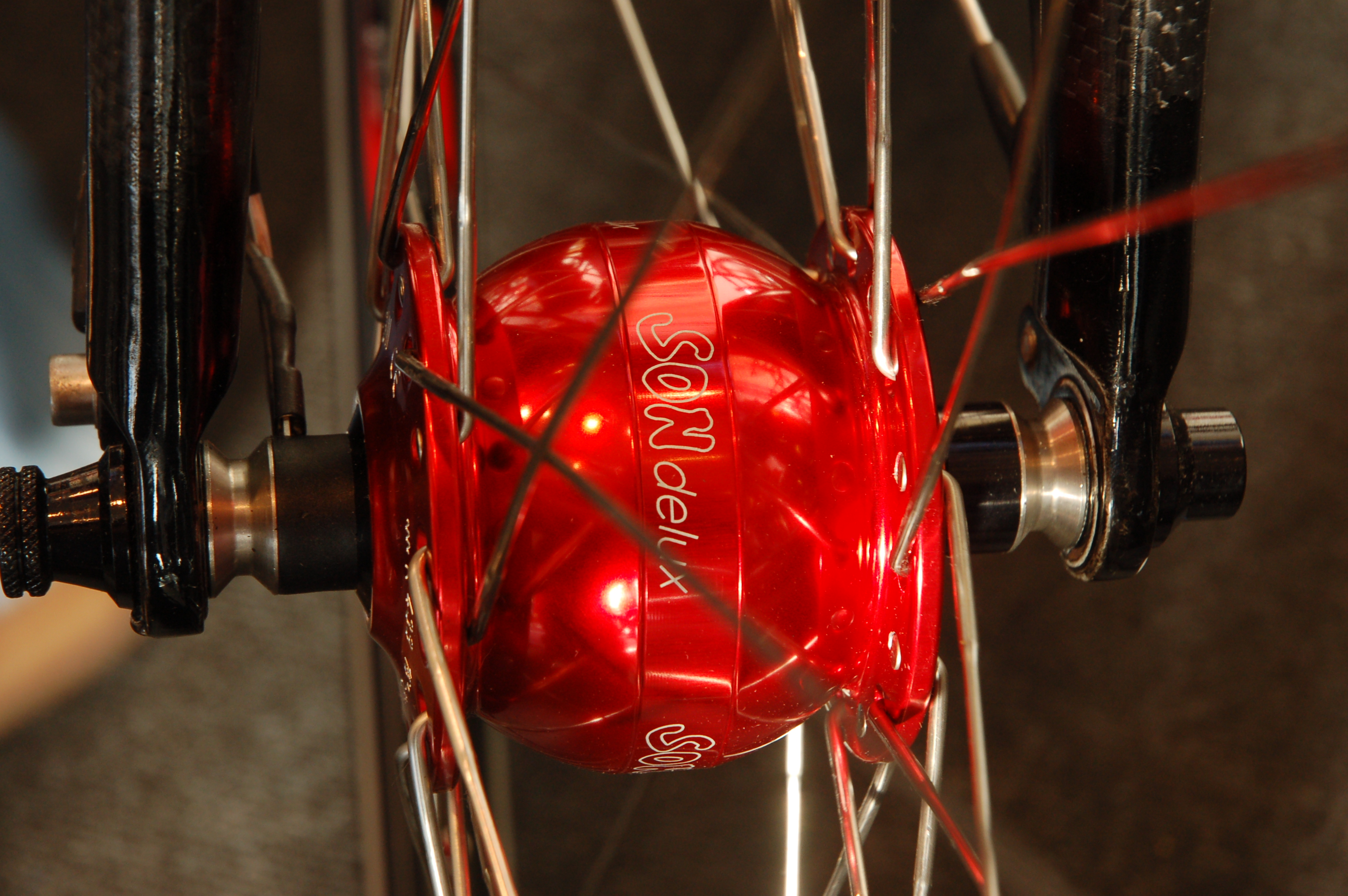
Übliche dreifach gekreuzte Speichung mit genormten Einzelteilen

Speichenräder mit Stahlspeichen haben eine hervorragende Stabilität bei geringem Gewicht, da das Material der Speichen bestmöglich ausgenutzt wird. Gegenüber Carbon- und Scheibenrädern besteht lediglich ein gewisser Nachteil beim Luftwiderstand und billige Laufräder mit nicht ausreichend steifen Felgen verziehen sich leicht.
Speichen und Speichennippel sind genormt, so dass sie sich mit Naben und Felgen unterschiedlicher Hersteller kombinieren lassen und defekte Speichen einfach ausgetauscht werden können.
Eine Ausnahme bilden besonders leichte sogenannte Systemräder mit optimierten Speichen und besonders geformten Köpfen, die häufig nur vom ursprünglichen Hersteller zu beziehen sind.
Ein klassisches Laufrad besteht aus:
- Felge,
- Speichen und Nippel,
- bei einfachen Felgen evtl. Unterlegscheiben für die Speichenköpfe, um die Speichenlöcher zu schonen,
- Nabe, am Hinterrad mit Freilaufkörper
- Achse, oft als Hohlachse zur Aufnahme von Schnellspanner oder Steckachse,
- Bereifung mit Mantel (auch Decke oder Reifen genannt), Schlauch und Felgenband beziehungsweise (bei Schlauchreifen) Reifen und Felgenkleber (meistens Reifenkitt, früher Teerband),
- einem oder mehreren Kettenritzeln (nur am Hinterrad) und
- gegebenenfalls einer Bremsscheibe, Trommel- oder Rollenbremse.

Die Anzahl der Speichen hängt vom Einsatzzweck ab. Am meisten verbreitet sind Laufräder mit 36 Speichen, am weniger stark belasteten Vorderrad teilweise auch lediglich 32 Speichen. Tandems wurden früher auch mit Laufrädern mit 40 oder 48 Speichen ausgestattet. Bei hochwertigen Hohlkammerfelgen werden heute meist auch hier 36 Speichen als ausreichend erachtet.
Gewichtsoptimierte Laufräder haben oft vorne und hinten jeweils nur 32 oder 28 Speichen. Rennräder haben zur Reduzierung des Gewichts und Verbesserung der Aerodynamik häufig noch deutlich weniger Speichen. Am Vorderrad sind Laufräder mit nur 12 Speichen möglich. Verwendet werden auch sogenannte Messerspeichen, die zur Reduzierung des Luftwiderstands abgeflacht sind.
Für Trainingslaufradsätze am Rennrad werden selten noch klassische 36-Loch-Felgen verwendet. Im Straßenradsport wurden bis in die 90er Jahre fast ausschließlich 28-Loch-Felgen benutzt. Im Bahnradsport war dagegen die 36-Loch-Felge Standard, bis andere Bauarten sie ablösten.

### Laufrad mit geraden Speichen
Das Verhältnis von Gewicht zur Stabilität eines Speichenrads lässt sich noch weiter verbessern, wenn gerade Speichen verwendet werden. Diese sind bruchfester als Speichen mit gebogenem Kopf, so dass sich Durchmesser und Anzahl der Speichen reduzieren lassen.
Unabhängig von der Biegung wird der Kopf der Speiche immer auch gestaucht, um zu verhindern, dass er durch das Aufnahmeloch der Nabe gleitet.
Da sich Naben zur Aufnahme von Speichen mit gebogenem („gekröpftem“) Kopf einfacher herstellen lassen, ist dies nach wie vor die Standardausführung.
Bei Verwendung von durchgängig geraden Speichen benötigt die Nabe besonders ausgeformte Aufnahmen für die Speichenköpfe. Felge und alle anderen Bauteile unterscheiden sich nicht. Passende Naben und Speichen gibt es von unterschiedlichen Herstellern.
Diese sind untereinander austauschbar, soweit es sich nicht um sogenannte Systemlaufräder handelt, bei denen die besondere Ausgestaltung von Speichen, Nippeln, Naben oder Felgen die Verwendung von Teilen anderer Hersteller verhindert.
Es sind – je nach Nabentyp – radiale und tangentiale (gekreuzte) Einspeichungen mit geraden Speichen möglich. Die Speichen sind oft als Aero- bzw. Messerspeichen ausgebildet, die beim Justieren der Speichennippel an der abgeflachten Profilierung gehalten werden müssen, um zu verhindern, dass sich die Speiche mitdreht.

### Systemlaufrad

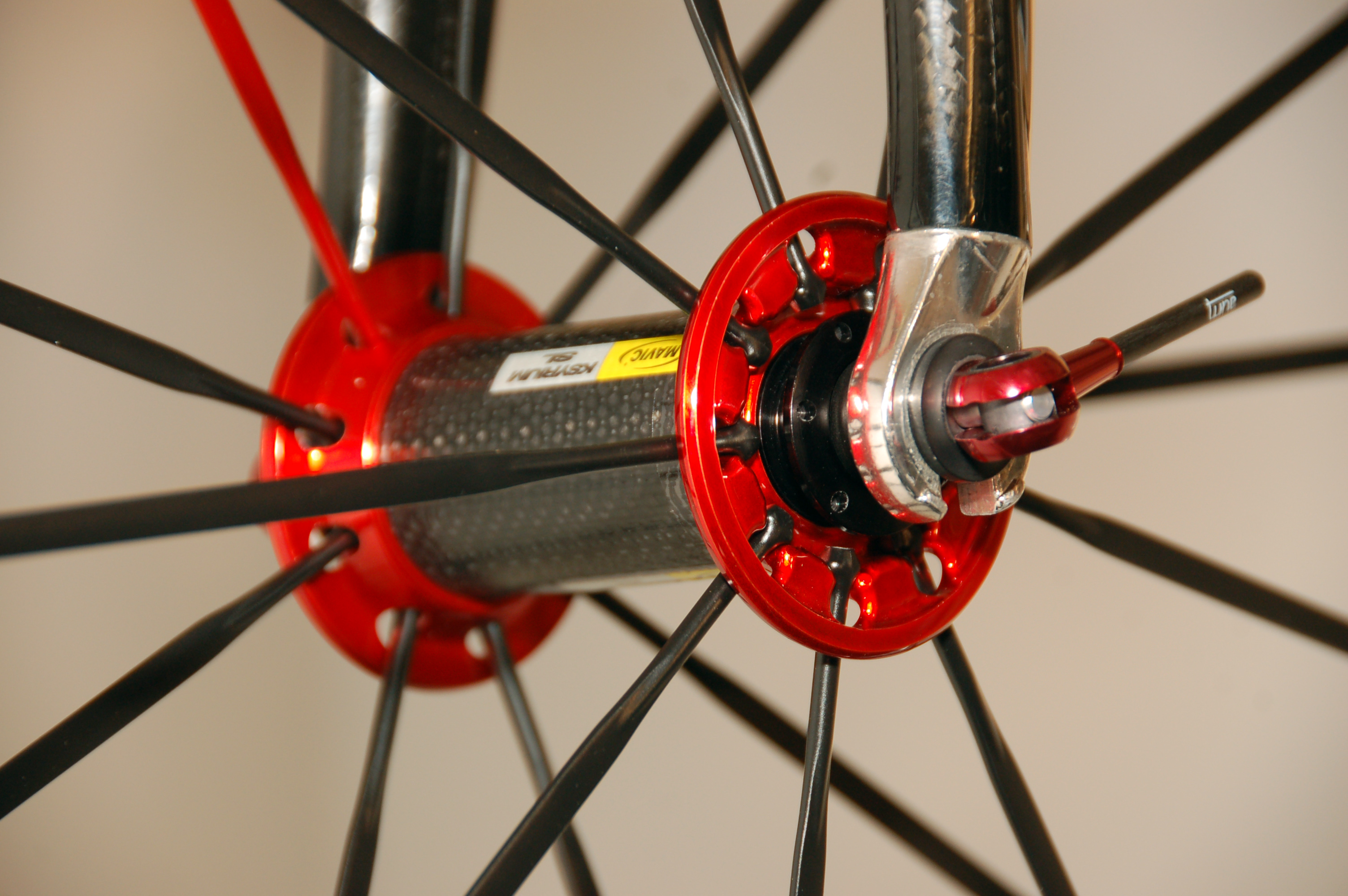
Sonderspeichen: Mavic Ksyrium SL-Vorderradnabe mit geraden, radialen Speichen

Bei Systemlaufrädern verwendet Hersteller Sonderbauteile, die nicht gegen übliche Ersatzteile austauschbar sind. Das Ziel ist meist, die Bauweisen des Laufrads zu optimieren, um bei gleicher Belastbarkeit Gewicht einzusparen oder die Aerodynamik zu verbessern. Oft lassen sich nur Reifen, Schlauch, Felgenband und Schnellspannachse von gewöhnlichen Laufrädern übernehmen.
Teilweise werden etwa umgekehrt eingebaute Speichen verwendet, deren Speichennippel an der Nabe statt an der Felge sitzen. Das verringert das Massenträgheitsmoment des Laufrades und den Luftwiderstand, da die im Vergleich zum Speichenkopf etwas schwereren Nippel an der Nabe eine niedrigere Umlaufgeschwindigkeit haben.
Solche Speichen sind oft durchgängig gerade statt des abgewinkelten Speichenkopfs. Das Querschnittsprofil des Mittelteiles der Speichen von Rennrad-Laufrädern ist in der Regel oval oder schmal rautenförmig, um den Luftwiderstand zu verringern („Messerspeichen“). Durch Abstimmung und Optimierung der Komponenten lässt sich die Speichenanzahl reduzieren, teilweise werden im Vorderrad nur 12 Speichen verwendet. Die Speichen bestehen in der Regel aus festen Stahl-, seltener Aluminium-Legierungen und nur sehr vereinzelt, etwa bei teuren Wettkampflaufrädern, aus mit Kohlenstoff- oder Aramidfasern (Kevlar) verstärkten Kunststoffen. Als Felgenmaterial wird neben Aluminium zunehmend kohlenstofffaserverstärkter Kunststoff („Carbon“) verwendet.
Die Vorteile eines geringeren Luftwiderstandes werden erst ab etwa 40 km/h relevant und messbar. Ein geringeres Massenträgheitsmoment erleichtert das Beschleunigen. Systemlaufräder bringen in der Praxis nur im Hochleistungssport Vorteile. Probleme können sie aufgrund der geringeren Stabilität der unsymmetrischen Einspeichung hervorrufen.
Der Nachteil von Systemlaufrädern ist, dass Ersatzteile nur schwer oder nach einigen Jahren gar nicht zu beschaffen sind, weil es sich nicht um genormte oder handelsübliche Bestandteile handelt. Laufradreparaturen sind oft nur durch den Hersteller möglich. Systemlaufräder werden darum häufig nicht repariert, sondern nach einiger Zeit ausgewechselt und entsorgt.
Die geringste Anzahl von Speichen hatte das Shamal-Laufrad von Campagnolo mit 12 Speichen.

### Scheibenrad

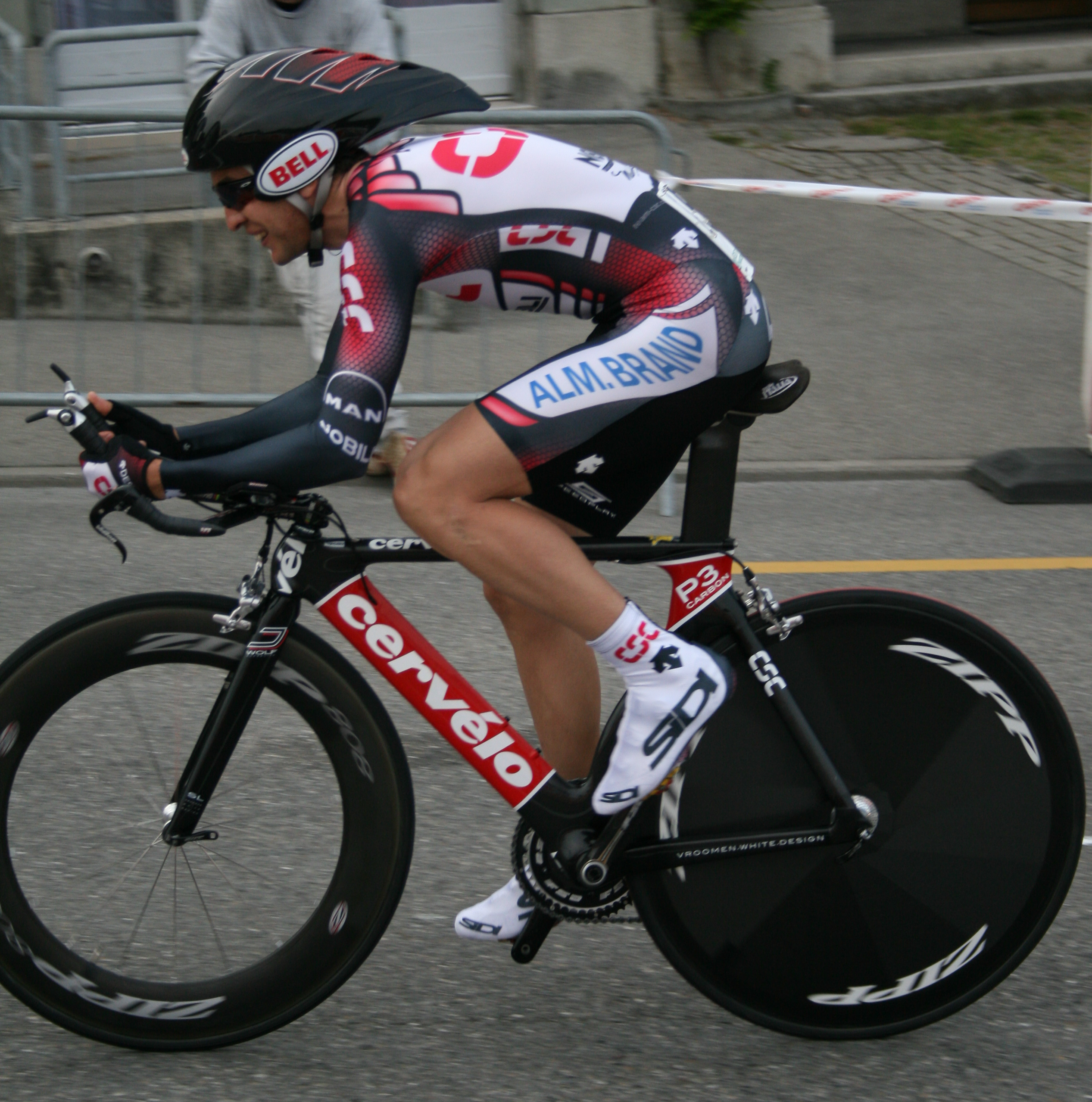
Carlos Sastre auf einem Fahrrad mit Scheibenrad (hinten)

Speziell für das Zeitfahren und für den Bahnradsport werden Scheibenräder angefertigt. Diese verringern den Luftwiderstand und reduzieren Verwirbelungen. Nach Messungen im Windkanal sparen sie gegenüber normalen 36-Speichen-Laufrädern bei einer Geschwindigkeit von 40 km/h rund 15 Watt Leistung ein. Diese Räder haben auch ein hartes Abrollverhalten.
Ursprünglich bestanden Scheibenräder aus mit Folien verkleideten Speichenrädern, später wurden die Abdeckungen aus festeren Kunststoffen hergestellt. Die in derzeitigen Versionen werden vorwiegend aus leinwandgebundenem GFK oder CFK laminiert. Auf diese Weise übernimmt die Scheibe die Funktion der Speichen (Kraftübertragung, Seitensteifigkeit). Scheibenlaufräder wiegen zwischen 1300 g (für preisgünstige Laufräder) und 1000 g. Bei der weltleichtesten Serienscheibe Lightweight wurden 900 g realisiert, indem die Rovings (Kohlenstofffaserbündel) nur in den belasteten Richtungen liegen. Scheibenräder sind sehr anfällig gegenüber Seitenwind, was speziell am Vorderrad zu gefährlichen Situationen führen kann. Bei Seitenwinden, die unter einem Winkel von 60° von hinten kommen, wirken Scheibenräder allerdings wie ein Segel und können so zusätzlich einen Vortrieb erzeugen. Kommt der Seitenwind jedoch unter einem Winkel von 60° von vorn, tritt eine erhebliche Bremswirkung auf. Scheibenräder können, da sie durch die geschlossene Bauweise als Resonanzkörper wirken, bei schlechtem Untergrund starke Laufgeräusche entwickeln. Sie werden hauptsächlich hinten verwendet und sind bei UCI-Wettbewerben ausschließlich beim Zeitfahren zugelassen. Scheibenräder am Vorderrad sind aus Sicherheitsgründen bei Rennen der UCI meist verboten.

### Sonderformen

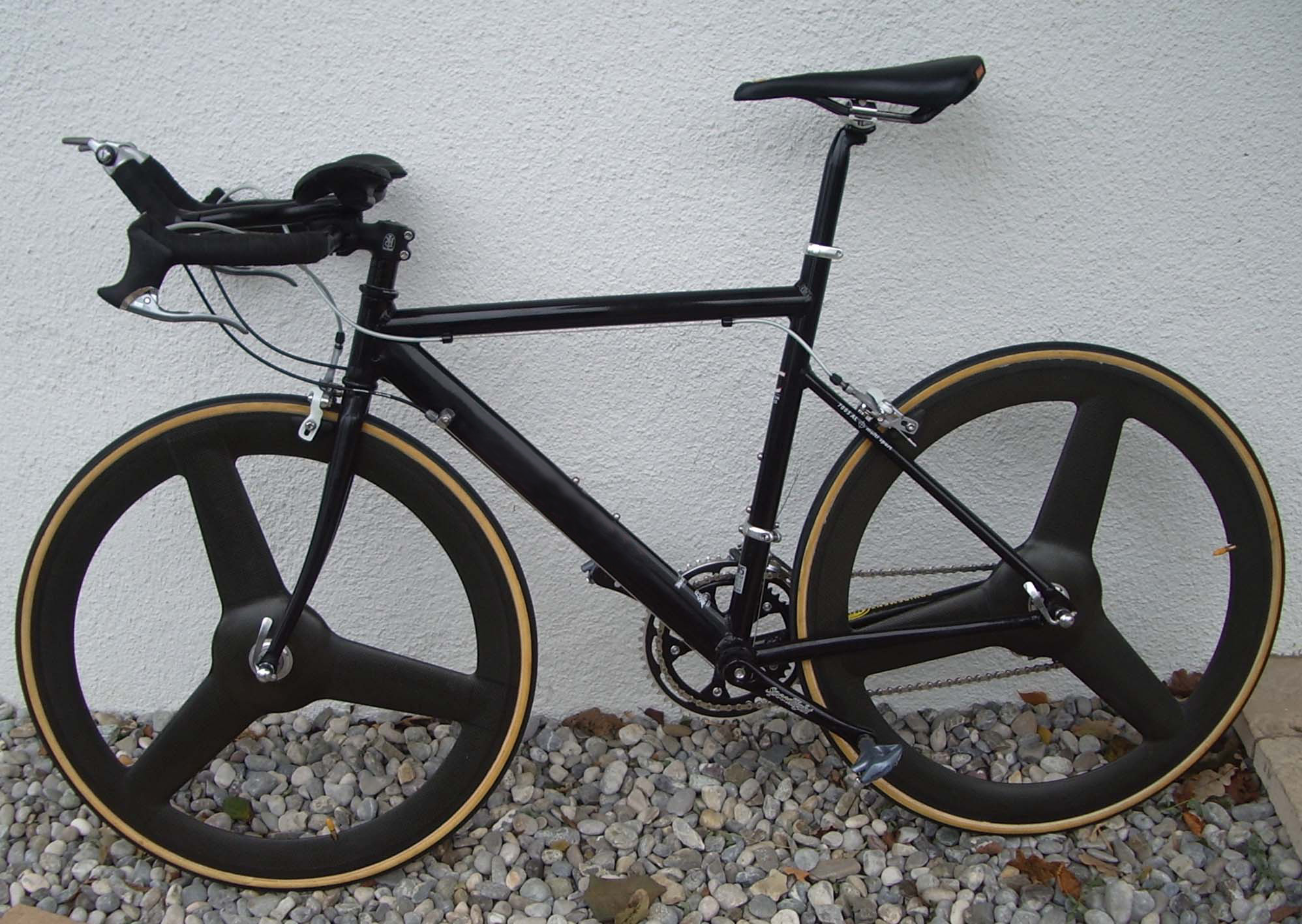
Triathlonrad mit Dreispeicher

Dreispeicher sind Laufräder mit drei Speichen. Die Aerodynamik ist nicht ganz so gut wie beim Scheibenrad, dafür sind Dreispeicher nicht anfällig gegenüber Seitenwind. Dreispeicher werden oftmals als Vorderrad im Zeitfahren benutzt. Sie zählen grundsätzlich zu den Systemlaufrädern, da sie nicht aus standardisierten Teilen bestehen.
Bei einfachen Mountainbikes und Kinderfahrrädern finden manchmal Laufräder Verwendung, die aus einem Stück Kunststoff gefertigt werden. Diese Bauart hat überwiegend finanzielle Aspekte. Solche Laufräder sind nicht reparabel und im Billigbereich anzutreffen.

## Größe
Laufräder werden in unterschiedlichen Größen hergestellt, je nach Verwendungszweck und Tradition.

## Einspeichen
Der grundlegende Schritt beim Zusammenbau eines Laufrads ist das Verbinden von Nabe und Felge mit den Speichen, das sogenannte Einspeichen. Dabei gibt es unterschiedliche Bauarten, je nach Verwendung des Laufrads und Geschmack des Laufradbauers.

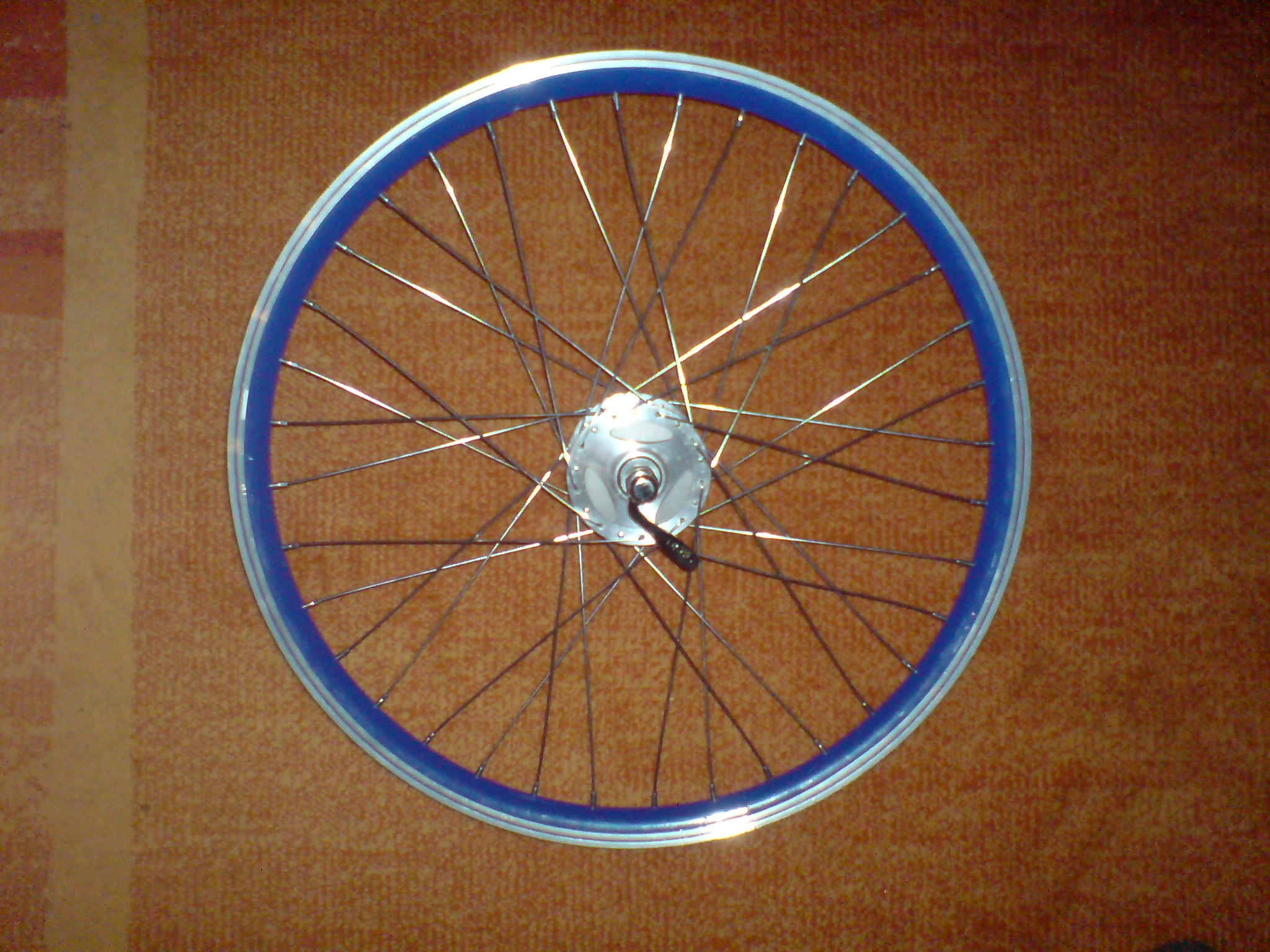
Laufräder mit vierfach gekreuzten Speichen an Hochflanschnaben sind wegen Abknicken besonders anfällig für Speichenbruch

 Mit Abstand am weitesten verbreitet ist seit 1868 von E. Cowper entwickelt die tangentiale Einspeichung, bei der die Speichen schräg im Laufrad sind. Durch die Schrägstellung können die Speichen ein Drehmoment übertragen, ohne sich in den Speichenlöchern der Nabe drehen zu müssen. Das ist wichtig, wenn das Laufrad über die Nabe angetrieben wird oder eine Bremse in bzw. an der Nabe hat (Trommel-, Rollen- oder Scheibenbremse). Unabhängig von der Einspeichung übertragen die Speichen genau das Drehmoment, das der Antrieb oder die Bremse produzieren. Unterschiedliche Einspeichungen übertragen dasselbe Drehmoment dabei mit mehr oder weniger Materialbelastung.

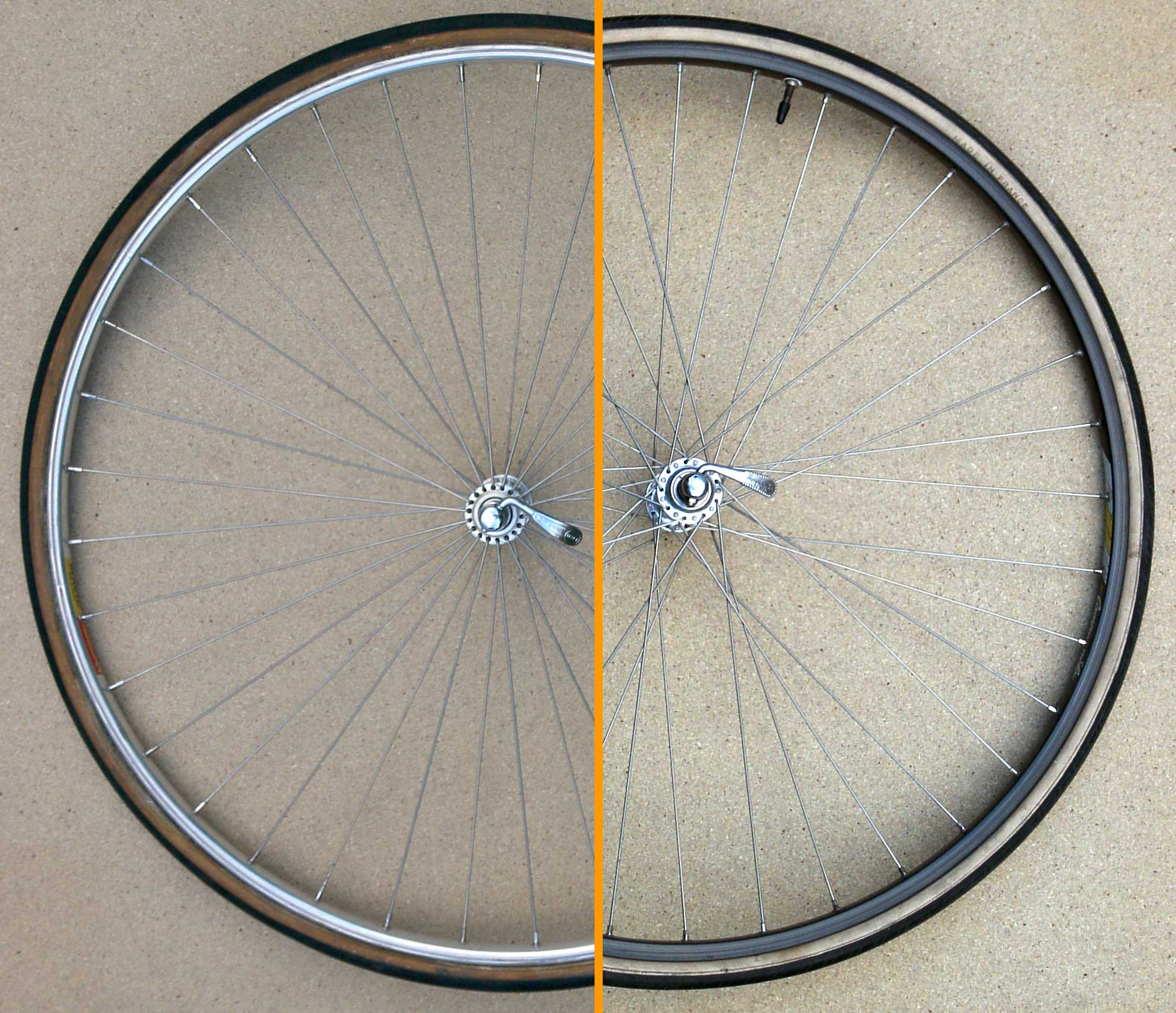
Radiale Einspeichung (links) und klassische Dreifachkreuzung (rechts)

Damit das Laufrad in sich stabil ist, müssen die Speichen abwechselnd schräg nach vorne bzw. hinten stehen, wodurch sich eine Überkreuzung der Speichen ergibt. Je schräger die Speichen von der Nabe abgehen, desto leichter, also mit weniger Spannungs-Zunahme, können sie Drehmoment übertragen und desto mehr Speichen überkreuzen sich. Allerdings bedeutet eine größere Schrägstellung auch längere Speichen und damit eine höhere Laufradmasse. Am häufigsten ist die Dreifachkreuzung. Sie kann für Laufräder von 24 bis 36 Speichen angewendet werden und überträgt das Drehmoment bereits sehr gut. Die Speichen übertragen das Drehmoment am leichtesten, wenn sie tangential zum Flansch von der Nabe abgehen. Das ist bei 24 Speichen mit der Dreifach-, bei 36 Speichen mit der Vierfachkreuzung und bei 40 Speichen mit der Fünffachkreuzung der Fall.
Je kleiner der Felgendurchmesser oder je größer der Nabendurchmesser (sogenannte Hochflanschnaben), umso schräger stehen bei ansonsten gleicher Geometrie die Speichen. Da die Speichenkrümmungen rechtwinklig sind, werden die Speichen umso mehr geknickt, je mehr sich derartige Werte ändern. Nur im theoretischen Fall der Nabenbreite fast Null stehen die Speichen ohne Spannung in ihrer 90°-Biegung.
Bei der Radialeinspeichung laufen die Speichen genau radial vom Nabenflansch zur Felge. Vorteile liegen in den kürzestmöglichen Speichen und der entsprechend geringen Masse des Laufrads sowie einer etwas höheren Seitensteifigkeit. Allerdings wird der Nabenflansch stärker belastet. Daher sind nicht alle Naben für diese Einspeichmethode freigegeben. Weil dabei keine Drehmomente übertragen werden können, eignet sich die Radialeinspeichung nur für nicht angetriebene Laufräder ohne Bremse in oder an der Nabe. Verbreitet ist sie bei vorderen Rennrad-Laufrädern.
Seltener sind Sondereinspeichungen, wie beim ganz oben in diesem Artikel abgebildeten Campagnolo-Laufrad. Manche Sondereinspeichungen dienen ausschließlich ästhetischen Zwecken, andere sollen die Funktion verbessern. So wird gelegentlich beim angetriebenen Laufrad die Zahnkranz-Seite tangential eingespeicht, während die gegenüberliegende Seite radial eingespeicht wird, oder gerade umgekehrt (sogenannte Kildemoes-Einspeichung). Einige Sondereinspeichungen führen zu einer starken Belastung des Nabenflansches, sodass sie nur mit bestimmten Naben sinnvoll sind. Zu den Sondereinspeichungen zählen auch Methoden, Naben und Felgen mit einer unterschiedlichen Anzahl von Speichenlöchern zu verbinden.
Die Speichenlänge wird wie folgt berechnet:
{\displaystyle L={\frac {1}{2}}{\sqrt {s^{2}+{D_{i}}^{2}+d^{2}-2dD_{i}\cos \left({\frac {n_{k}}{n_{s}}}\cdot 720^{\circ }\right)}}}
- L = Speichenlänge
- s = Breite Nabenflansch
- Di = Felgeninnendurchmesser
- d = Durchmesser Nabenflansch
- nk = Anzahl der Kreuzungen
- ns = Anzahl der Speichen